# Economische regio Centraal-Tsjernozjom
De economische regio Centraal-Tsjernozjom of economische regio centrale zwarte aarde (Russisch: Центрально-Чернозёмный экономический район; [Tsentralno-Tsjernozjomny ekonomitsjeski rajon]) is een van de twaalf economische regio's van Rusland.

## Deelgebieden
- oblast Belgorod
- oblast Koersk
- oblast Lipetsk
- oblast Tambov
- oblast Voronezj

## Economie
De belangrijkste economische sector in het gebied is de landbouw, die plaatsvindt op de zwarte aarde, waarvan het gebied bekend is. Hieromheen is een grote voedingsmiddelenindustrie ontstaan.
De ijzerverwerkende metallurgie in het gebied is de grootste van Rusland. Bij Koersk wordt ijzererts gewonnen en bij Lipetsk en Stary Oskol bevinden zich enkele van de grootste metallurgische kombinaten van Rusland.
De belangrijkste stroomvoorzieners van het gebied zijn de kerncentrales Novovoronezj en Koersk.

## Sociaal-economische indicatoren
Het gebied wordt gekenmerkt door de landbouw, waardoor de chronische problemen in de landbouwsector die in Sovjet-Unie niet werden aangepakt, hier goed zichtbaar zijn. De inkomensniveaus liggen ver onder het Russische gemiddelde en daarmee ook het inkomen per hoofd van de bevolking. Het percentage van de jongeren dat voor het hoger onderwijs kiest is hier verder relatief laag en ook de bereidheid om elders werk te zoeken is hier relatief laag. De tevredenheid over de eigen sociaal-economische positie is hier dan ook lager dan het Russische gemiddelde.
Een groot deel van de bevolking is werkzaam in staatsbedrijven en het percentage van de bevolking dat actief is in de private sector ligt 50% lager dan het Russisch gemiddelde. Daarbij neemt de bevolking hard af.
Centraal · Centraal-Tsjernozjom · Noord · Noord-Kaukasus · Noordwest · Oeral · Oost-Siberië · Povolzje · Verre Oosten · West-Siberië · Wolga-Vjatka